# لانارث، مونموت‌شر
لانارث (به انگلیسی: Llanarth) یک منطقهٔ مسکونی در بریتانیا است که در مونموت‌شر واقع شده‌است. لانارث ۸۹۲ نفر جمعیت دارد.